# 전하진
전하진(田夏鎭, 1958년 9월 2일~)은 벤처사업가 출신의 제19대 국회 국회의원이다.
1958년 서울특별시에서 출생하여, 1977년 서라벌고등학교를 졸업하고, 1984년 인하대학교에서 산업공학과 학사학위를 받았다. 대학졸업 후 지금의 LG전자인 금성의 컴퓨터사업부 시스템엔지니어로 입사한 후 1988년 픽셀시스템을 창업하였다. 마흔을 앞두고는 미국 산호세에 ZOI월드를 설립했다. 1998년에는 한글과컴퓨터 대표이사로 활약하며 코스닥 최고 CEO와 올해의 디지털 CEO로 선정되기도 했다.
한글과컴퓨터 대표이사 역임 이후 네띠앙 대표이사를 맡았고 이후 건설관리회사인 한미파슨스주식회사의 e집부문 대표를 맡으며 쌓은 경험으로 새로운 교육 및 채용 시스템을 만들기 위한 SERA인재개발원(주)를 설립하였다.
2012년 4월 11일에 열린 대한민국 제19대 국회의원 선거에서 경기도 성남시 분당구 을 지역구에 새누리당 후보로 출마해 52,362표를 얻으며 52.59%의 득표율로 당선되었다.

## 학력
- 1965년~1971년: 서울수송초등학교
- 1971년~1974년: 휘문중학교
- 1974년~1977년: 서라벌고등학교
- 1977년~1985년: 인하대학교 산업공학과
- 1994년~1996년: 연세대학교 경영대학원 (경영학 석사)
- 2010년~2018년: 서울벤처대학원대학교 부동산학과 (부동산학 박사)

## 경력
- 1988년~1996년: 픽셀시스템 창업, 대표이사
- 1994년~1997년: 레가시 설립, 대표이사
- 1997년~1998년: 지오이월드 설립, 대표이사
- 1998년~2001년: 한글과컴퓨터 대표이사
- 1998년~2008년: 벤처기업협회 부회장
- 2001년~2003년: 네띠앙 대표이사
- 2002년~2004년: 한민족글로벌벤처네트워크 INKE 의장
- 2004년~2005년: 본웨이브 대표이사
- 2004년~2009년: 인케코퍼레이션 대표이사
- 2009년~2010년: 한미파슨스 e집부문 대표
- 2011년~2011년: 아시아디자인센터 이사장
- 서강대학교 기술경영전문대학원 겸임교수
- 2012년 5월~2016년 5월: 제19대 새누리당 국회의원(경기 성남 분당을)
- 2012년 6월~2016년 5월: 국회미래인재육성포럼 대표의원
- 2012년 6월: 새누리당 디지털정당위원회 위원장
- 2012년 7월~2013년 3월: 제19대 국회 지식경제위원회 위원
- 2012년 7월: 새누리당 인재영입위원회 위원
- 2013년 1월: 스마트에너지포럼 대표
- 2013년 4월~2016년 5월: 제19대 국회 산업통상자원위원회 위원
- 2013년 6월: K밸리포럼 대표
- 2014년 2월~2016년 5월: 제19대 국회 창조경제활성화특별위원회 간사
- 2014년 2월: 새누리당 개인정보보호대책특별위원회 위원
- 2014년 5월~2015년 2월: 새누리당 원내부대표
- 2014년 6월~2015년 2월: 제19대 국회 후반기 운영위원회 위원
- 2014년 11월: 연료전지산업 활성화포럼 대표
- 2015년 9월: 새누리당 핀테크특별위원회 위원
- 2017년 3월~2017년 7월: 자유한국당 디지털정당위원회 위원장
- 2017년 7월~2017년 12월: 자유한국당 국민공감전략위원장
- 2018년 1월~2019년: 한국블록체인협회 자율규제위원장
- 2019년 3월~2021년 3월 : 도시정책학회 미래혁신 부회장
- 2020년 1월~: (주)데이탐 코리아 상임고문
- 2023년 6월~: 중부일보 객원논설위원

## 역대 선거 결과
|  | 52.59% |

|  | 30.96% |